# 木下是雄
木下 是雄（きのした これお、1917年（大正6年）11月16日 - 2014年（平成26年）5月12日）は、日本の物理学者。
薄膜や固体表面に関する研究を進めていく一方で、ロゲルギストの一員として、雑誌『自然』に科学に関するエッセイを多数発表した。また、日本語教育に関する著書も多数発表した。特に『理科系の作文技術』は、1981年の初版から40年以上経っても重版されるほどのベストセラーとなっている。

## 来歴
1917年、医学者で熊本医科大学教授を務めた木下益雄の長男として東京府で生まれる。1941年、東京帝国大学理学部物理学科を卒業、同年4月名古屋帝国大学理工学部講師、1942年、同大学工学部講師。戦時中は、海軍技術中尉、同大尉として豊川海軍工廠光学部部員を務めた。
戦後、1947年11月名古屋大学理学部助教授。1949年3月、学習院大学理学部講師、同年6月同助教授。1953年、学習院大学理学部教授。1956年、学術会議のオブザーバーとして米国南極観測隊に参加。1968年（昭和43年）応用物理学会会長に就任。1969年、国際光学委員会副会長に就任。1973年、学習院大学理学部長に就任。1981年、学習院大学学長に就任。1985年、学習院大学を退職、名誉教授。2014年5月12日、老衰により死去。96歳没。
息子は、早稲田大学理工学術院物理学科教授の木下一彦。

## 著書

### 単著
- まさつの研究 (1950年、創芸社)
- ペルケオ・スキー読本 (1954年、朋文堂)
- 物質の世界 現代物理へのアプローチ (1972年、培風館)
- スキーの科学 (1973年、中公新書)
- 砂・雪・スキー (1979年5月、ラボ国際交流センター)
- 理科系の作文技術 (1981年1月、中公新書)
- 物理・山・ことば (1987年10月、新樹社)
- レポートの組み立て方 (1990年3月、筑摩書房) (1994年2月、ちくま学芸文庫)
- 木下是雄集1 物理の樹 (1995年11月、晶文社)
- 木下是雄集2 山 ひと スキー (1996年1月、晶文社)
- 木下是雄集3 日本人の言語環境を考える (1996年4月、晶文社)
- ヒマラヤ・トレッキング (2003年5月、新樹社)
- 日本語の思考法 (2009年4月、中公文庫)

### 共著
- スキーの物理と力学 スキーはなぜすべるか (穂坂直弘共著、1972年、日立製作所)
- 応用物理ポケットブック (E. インゲルスタム、S. ショーベリー共著、1974年、培風館)
- 表面・微粒子 (責任編集、1986年8月、共立出版)
- なぜ日本人は英語が下手なのか (マーク・ピーターセン、上田明子、高野フミ共著、1990年2月、岩波書店)
- マニュアルはなぜわかりにくいのか—日本語と経済の情報摩擦 （堺屋太一、鈴木孝夫、言語技術研究会共著、1991年10月、毎日新聞社)

### 翻訳
- 南極 (エミール・シュルテス撮影、1962年、朝日新聞社)
- 鳥の渡り 鳥は星座を知っている? (ドナルド・R.グリフィン著、1969年、河出書房新社 現代の科学)